# Purmerend
Purmerend [ˌpʏrməˈrɛnt] (anhörenⓘ) ist eine niederländische Stadt und vormalige Hohe Herrlichkeit in der Provinz Nordholland.

## Lage und Wirtschaft
Purmerend liegt im Norden der Region Waterland, an der Eisenbahnstrecke Zaandam–Enkhuizen. Die Autobahn A 7 verbindet es mit Amsterdam. Purmerend hatte bis 2001 den größten niederländischen Viehmarkt. Der Handel im Freien ist nach einer Epidemie der Maul- und Klauenseuche im Februar 2001 eingestellt worden. In einer Halle wird noch ein kleiner Markt mit Schafen und Kälbern betrieben.
Die Stadt hat einige Industrie, unter anderem eine Türenfabrik. Es gibt viele Großhandelsbetriebe. Die Landwirtschaft in der Umgebung ist bedeutend (Milchwirtschaft, Käsereien).
In Purmerend, das dazu als „Wachstumskern“ ausgewiesen wurde und in den letzten Jahrzehnten tatsächlich stark wuchs, leben viele Pendler, die in Amsterdam arbeiten.

## Geschichte der Stadt und Herrlichkeit

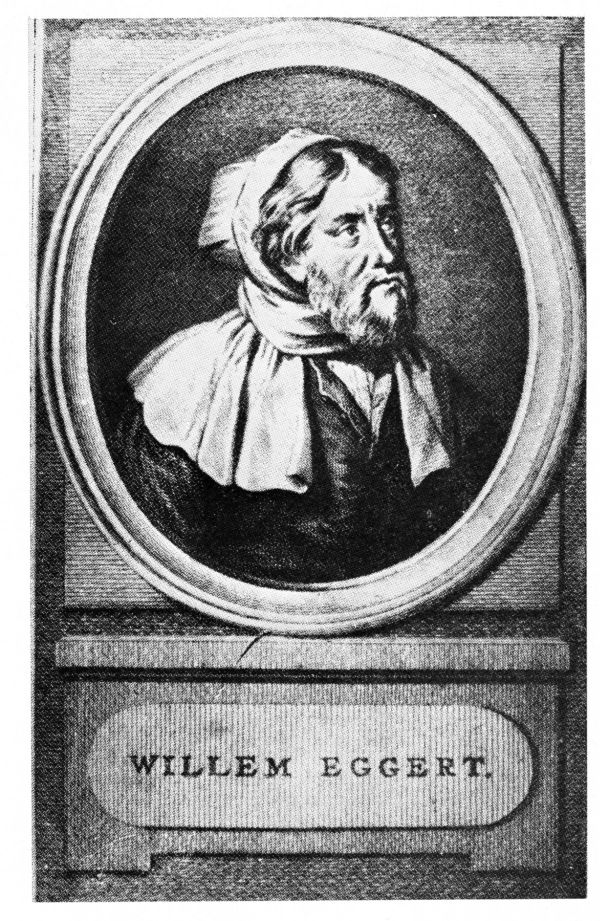
Willem Eggert, 1. Vrijheer von Purmerend und Purmerland (zwischen 1410 und 1417)

Die Ursprünge Purmerends liegen im Mittelalter, als es ein kleines Fischerdorf war. Im Jahre 1410 erhob Graf Wilhelm VI. von Holland-Straubing für seinen vertrauten Ratsmann Willem Eggert Purmerend mit Purmerland (samt dem ihm zugegliederten Ilpendam) zur vrijen en hogen heerlijkheid Purmerend en Ilpendam. Er und seine Nachfolger führten den Titel Heer oder Vrijheer van Purmerend en Purmerland resp. Purmerland en Ilpendam. Im Jahre 1423 hatte Eggert das Schloss Purmerstein erbauen lassen. Die Stadt führt noch heutzutage das Wappen der Eggerts. In weiterer Folge kam die Herrlichkeit über die Burggrafen von Montfoort (1439–1481) an das Haus Egmond (1483).
Im Jahre 1434 erhielt Purmerend das Stadtrecht und etwa 50 Jahre später das Marktrecht. Seitdem war es ein Zentrum des Vieh- und Käsehandels. Die Herrlichkeit kam über die Burggrafen von Montfoort (1439–1481) an das Haus Egmond (1483). Lamoral von Egmond, der von Johann Wolfgang von Goethe literarisch in seinem Werk Egmont verarbeitete Widerstandskämpfer, war zwischen den Jahren 1540 und 1568 Herrschaftsinhaber. Nach dem Hochverrat der Egmonds an die spanischen Habsburger wurde ihr gesamter Besitz konfisziert. Im Jahre 1582 wurde die Herrlichkeit zergliedert; Purmerend und die Ortschaft Neck wurden aus dem Rechtsverband der Purmerherrlichkeit ausgegliedert und kamen an die holländische Grafschaft resp. an die Staaten von Holland und Westfriesland zurück. Diese stellte sie unter die Verwaltung der Grafelijkheids Rekenkamer van de Domeinen, die gemeinsam mit der Vroedschap die Bürgermeister und Schepen ernannte.
Die verbliebene Hohe Herrlichkeit Purmerland und Ilpendam blieb bis in das Jahr 1610 unter der Verwaltung der Grafelijkheids Rekenkamer und wurde schließlich von diesen weiterverkauft.

### Liste der Herren der Hohen Herrlichkeit Purmerend und Purmerland
Haus Eggert
| Regierungszeit | Name          |
| -------------- | ------------- |
| 1410–1417      | Willem Eggert |
| 1417–1420      | Jan Eggert    |

Haus Van Zijl
| Regierungszeit | Name            |
| -------------- | --------------- |
| 1420–1421      | Gerrit van Zijl |

Haus Wittelsbach
| Regierungszeit | Name                    |
| -------------- | ----------------------- |
| 1421–1428      | Jan, Bastard von Bayern |

Haus Van Zijl
| Regierungszeit | Name            |
| -------------- | --------------- |
| 1428–1439      | Gerrit van Zijl |

Haus Van Montfoort
| Regierungszeit | Name                      |
| -------------- | ------------------------- |
| 1439–1448      | Johan II. van Montfoort   |
| 1448–1459      | Hendrik IV. van Montfoort |
| 1459–1481      | Johan III. van Montfoort  |

Haus Van Volckesteijn
| Regierungszeit | Name                       |
| -------------- | -------------------------- |
| 1481–1483      | Vijt Heer van Volckesteijn |

Haus Egmond
| Regierungszeit | Name                   |
| -------------- | ---------------------- |
| 1483–1516      | Johann III. von Egmond |
| 1516–1528      | Johann IV. von Egmond  |
| 1528–1541      | Karl I. von Egmond     |
| 1541–1568      | Lamoral von Egmond     |
| 1568–1582      | Philip von Egmond      |

Staaten von Holland und West-Friesland
| Regierungszeit | Name                                      |
| -------------- | ----------------------------------------- |
| 1582–          | Grafelijkheids Rekenkamer van de Domeinen |

Für die weiterführende Liste der Herren der Hohen Herrlichkeit Purmerland und Ilpenda siehe den Artikel Hohe Herrlichkeit Purmerland und Ilpendam

## Politik

### Eingemeindung
Die Gemeinde Beemster wurde zum 1. Januar 2022 in die Gemeinde Purmerend eingegliedert.

### Sitzverteilung im Gemeinderat
Die Kommunalwahl vom 24. November 2021 ergaben folgende Sitzverteilung:
| Partei                                 | Sitze a | Sitze a | Sitze a | Sitze a | Sitze a | Sitze a | Sitze a | Sitze a | Sitze a | Sitze a | Sitze a |
| Partei                                 | 1982    | 1986    | 1990    | 1994    | 1998    | 2002    | 2006    | 2010    | 2014    | 2018    | 2021 b  |
| -------------------------------------- | ------- | ------- | ------- | ------- | ------- | ------- | ------- | ------- | ------- | ------- | ------- |
| Stadspartij-Beemster Polder Partij c   | –       | –       | –       | 2       | 4       | 5       | 2       | 3       | 8       | 6       | 9       |
| PvdA                                   | 8       | 13      | 9       | 6       | 8       | 5       | 9       | 6       | 4       | 3       | 5       |
| VVD                                    | 8       | 7       | 7       | 9       | 10      | 7       | 6       | 7       | 4       | 4       | 4       |
| CDA                                    | 4       | 5       | 5       | 4       | 3       | 4       | 3       | 3       | 3       | 4       | 3       |
| Ouderenpartij AOV Purmerend-Beemster d | –       | –       | –       | –       | 2       | 2       | 3       | 3       | 4       | 3       | 3       |
| Unie 55+                               | –       | –       | –       | –       | 2       | –       | –       | –       | –       | –       | –       |
| D66                                    | 2       | 2       | 6       | 7       | 2       | 1       | 1       | 3       | 5       | 4       | 3       |
| GroenLinks                             | –       | –       | 3       | 3       | 4       | 3       | 2       | 2       | 2       | 4       | 3       |
| PVV                                    | –       | –       | –       | –       | –       | –       | –       | –       | –       | 3       | 2       |
| FvD                                    | –       | –       | –       | –       | –       | –       | –       | –       | –       | –       | 2       |
| Leefbaar Purmerend 2001                | –       | –       | –       | –       | –       | 8       | 5       | 3       | 3       | 3       | 1       |
| Gemeentebelangen Purmerend             | –       | –       | –       | –       | –       | –       | –       | –       | –       | –       | 1       |
| Purmerend Beemster 21                  | –       | –       | –       | –       | –       | –       | –       | –       | –       | –       | 1       |
| SP                                     | –       | –       | –       | –       | –       | –       | 4       | 2       | –       | 3       | –       |
| TROTS                                  | –       | –       | –       | –       | –       | –       | –       | 3       | 2       | –       | –       |
| Centrum Democraten                     | –       | –       | 1       | 2       | 0       | –       | –       | –       | –       | –       | –       |
| CPN                                    | 2       | 1       | –       | –       | –       | –       | –       | –       | –       | –       | –       |
| PSP                                    | 1       | 1       | –       | –       | –       | –       | –       | –       | –       | –       | –       |
| Gesamt                                 | 25      | 29      | 31      | 33      | 33      | 35      | 35      | 35      | 35      | 37      | 37      |

Anmerkungen

### Bürgermeisterin
Seit dem 22. September 2022 ist Ellen van Selm (D66) amtierende Bürgermeisterin der Gemeinde. Zu ihrem Kollegium zählen die Beigeordneten Roald Helm (Stadspartij), Hans Kriegers (VVD), Mario Hegger (Stadspartij), Harry Rotgans (Algemeen Ouderen Verbond) sowie die Gemeindesekretärin Gerda Blom.

## Söhne und Töchter der Stadt
- Willem Eggert (1360–1417), erster Herr von Purmerend und Purmerland und Statthalter Hollands
- Mart Stam (1899–1986), Architekt und Designer
- Jan Bouws (1902–1978), südafrikanischer Musikwissenschaftler niederländischer Herkunft
- August Kop (1904–1945), Hockeyspieler
- Aad de Koning (1928–2010), Eisschnellläufer
- Josephine Compaan (1958–2020), Ruderin
- Ellen Pieters (* 1964), Schauspielerin und Sängerin
- Hans Klok (* 1969), Zauberkünstler
- Edwin Zoetebier (* 1970), Fußballtorhüter
- Marco Beers (* 1971), Handballspieler und -trainer
- Vincent van der Voort (* 1975), Dartspieler
- Fleur Agema (* 1976), Politikerin
- Lieja Tunks (* 1976), kanadisch-niederländische Leichtathletin
- Joey Duin (* 1981), Handballspieler
- Michel Koning (* 1984), Tennisspieler
- Johan Plat (* 1987), Fußballspieler
- Dave Bulthuis (* 1990), Fußballspieler
- Cindy Burger (* 1992), Tennisspielerin
- Mitchell Dijks (* 1993), Fußballspieler
- Timo Letschert (* 1993), Fußballspieler
- Julius van den Berg (* 1996), Radrennfahrer
- Kitty Lynn Joustra (* 1998), Wasserballspielerin
- Joey Veerman (* 1998), Fußballspieler
- Boy Kemper (* 1999), Fußballspieler
- Mitchel Bakker (* 2000), Fußballspieler
- Björn Borgman (* 2002), Eishockeyspieler
- Calvin Raatsie (* 2002), Fußballspieler
- Julian Rijkhoff (* 2005), Fußballspieler
- Sean Steur (* 2008), Fußballspieler

## Galerie

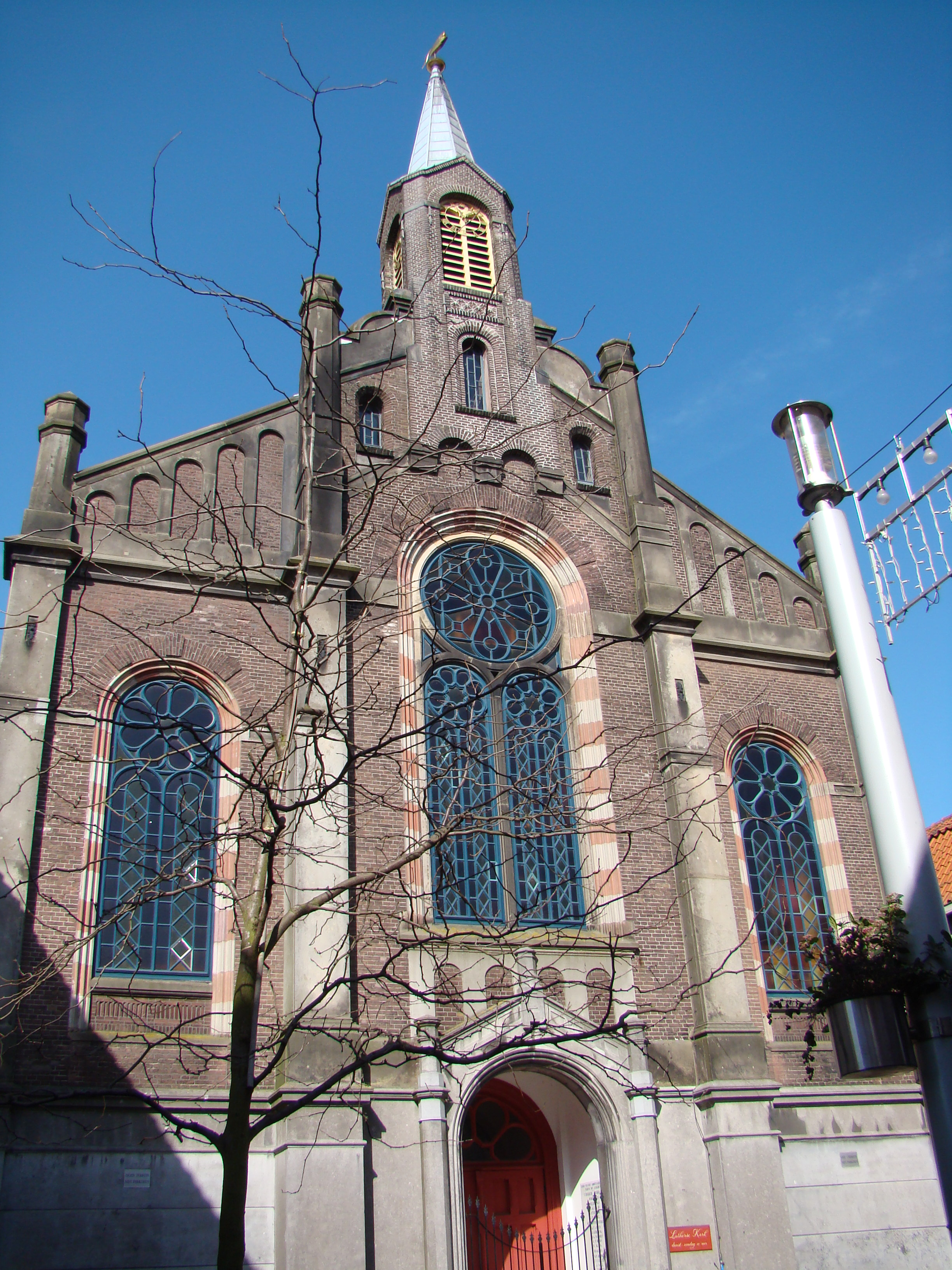
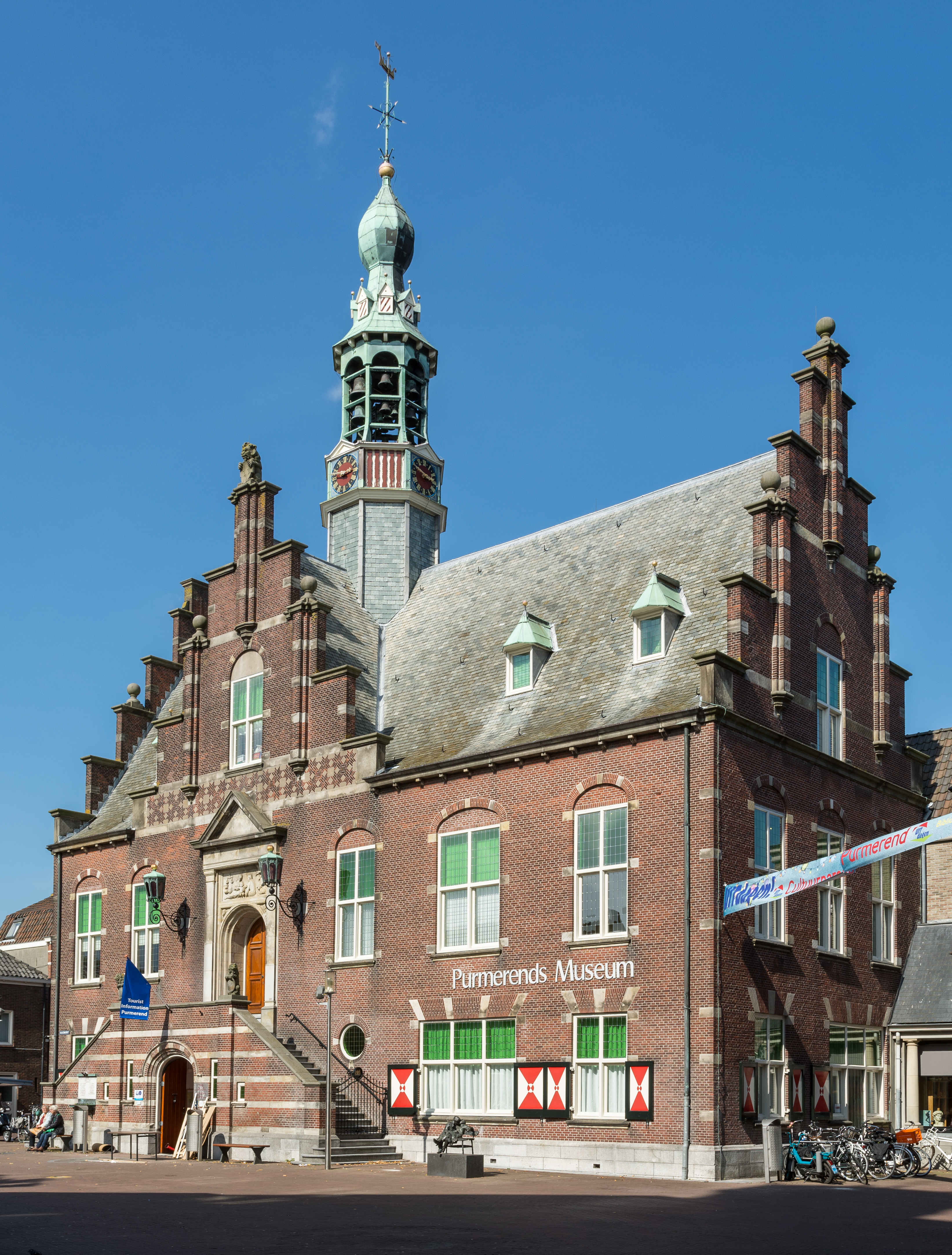
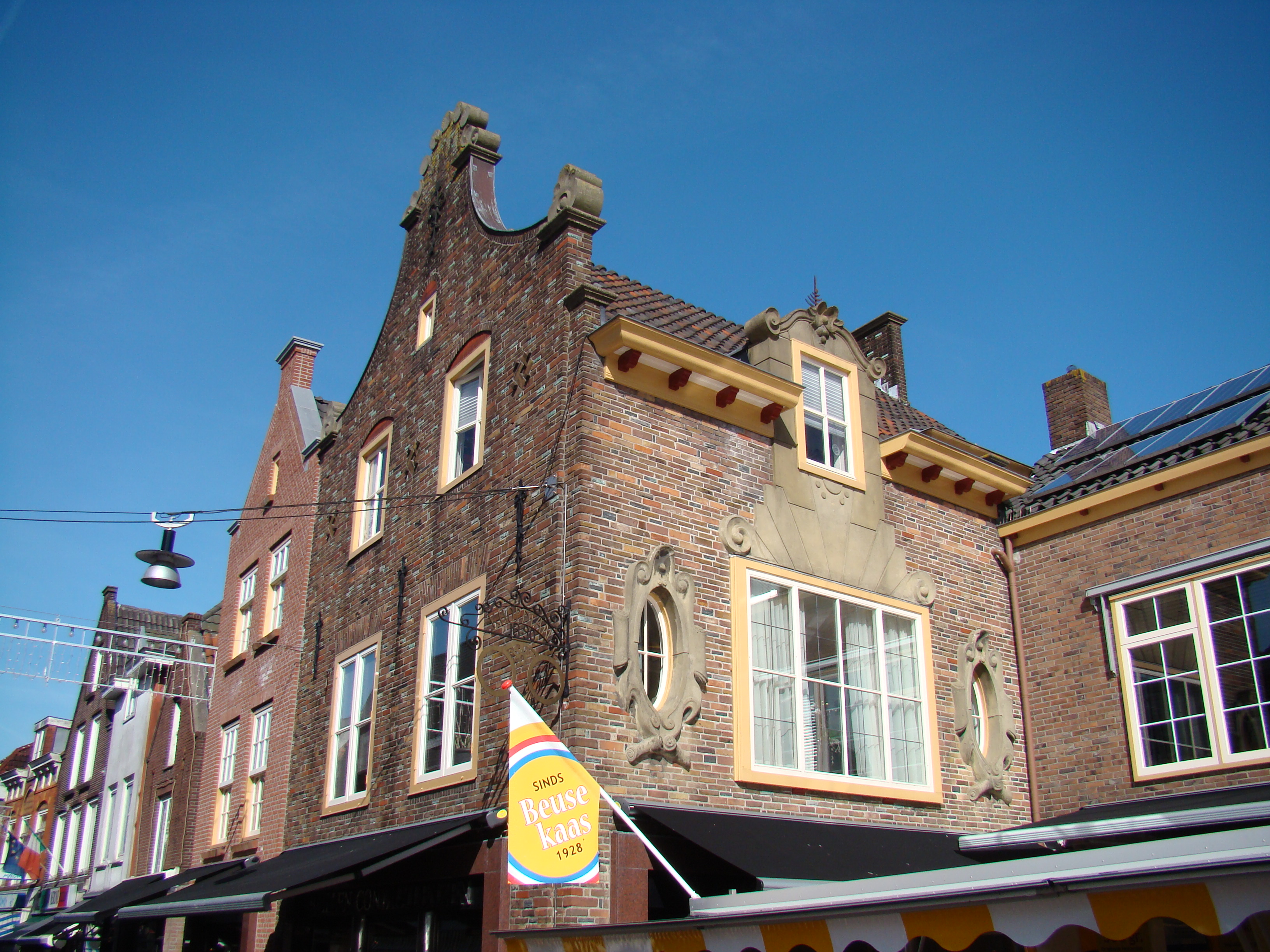
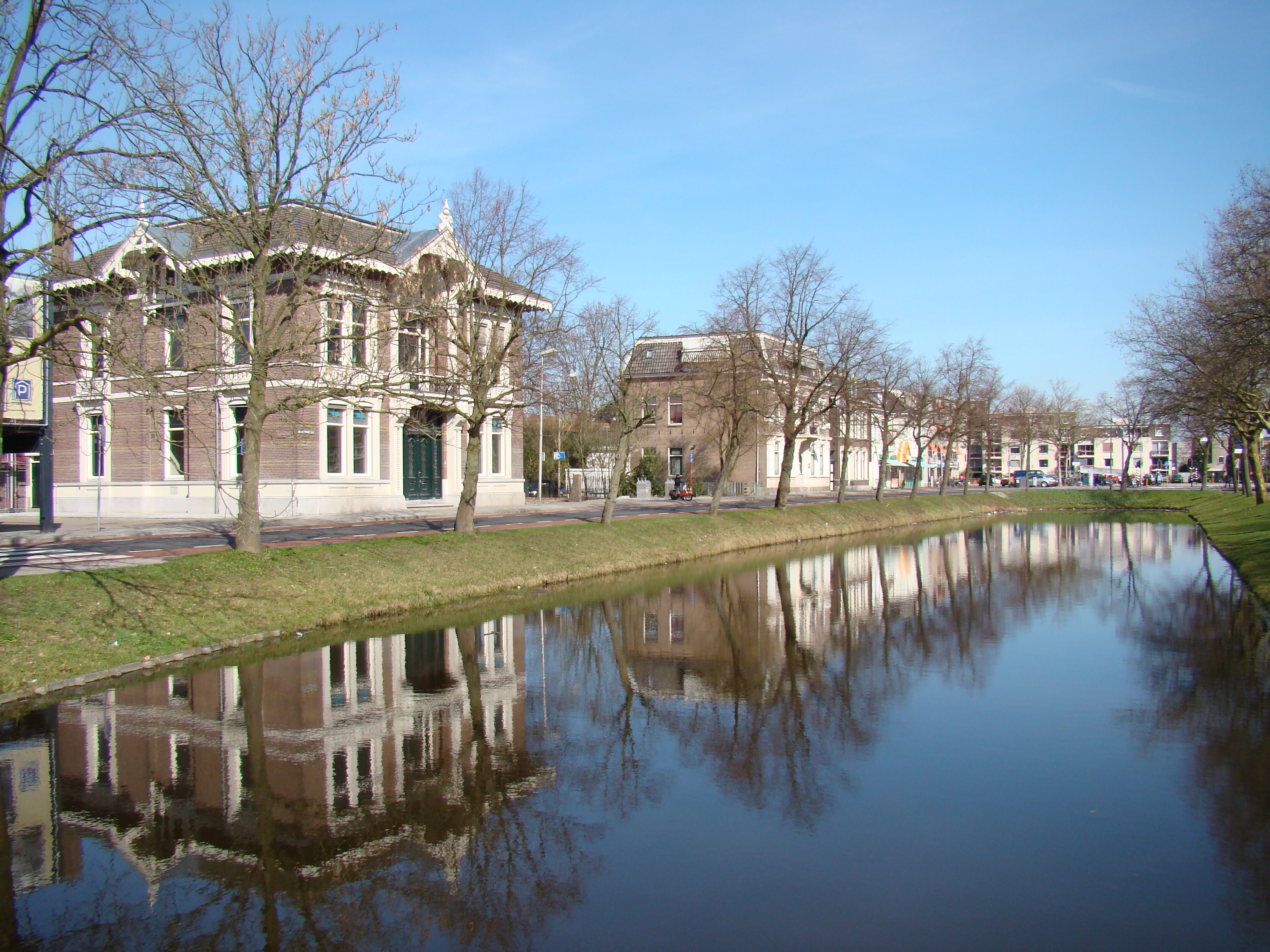
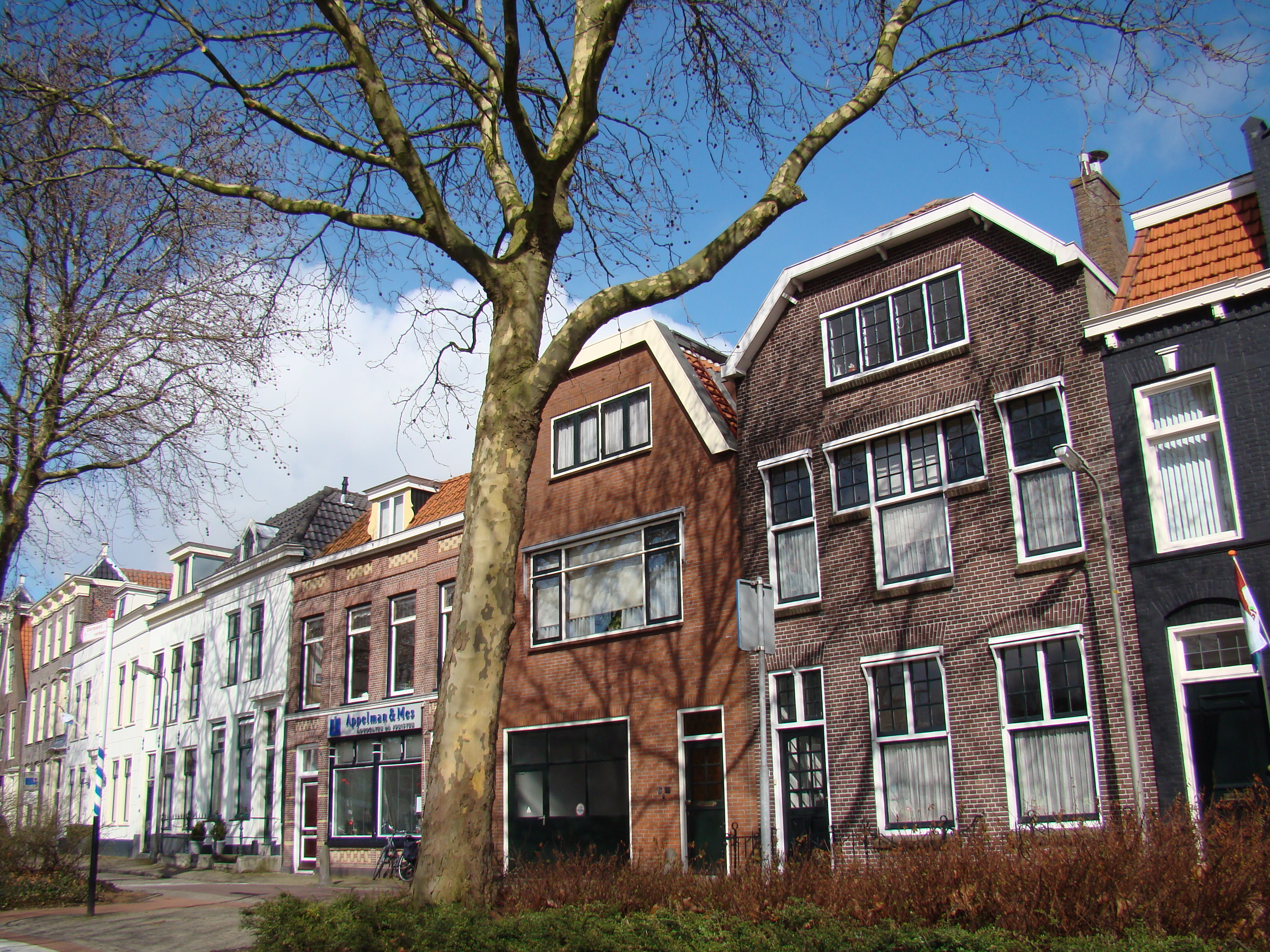
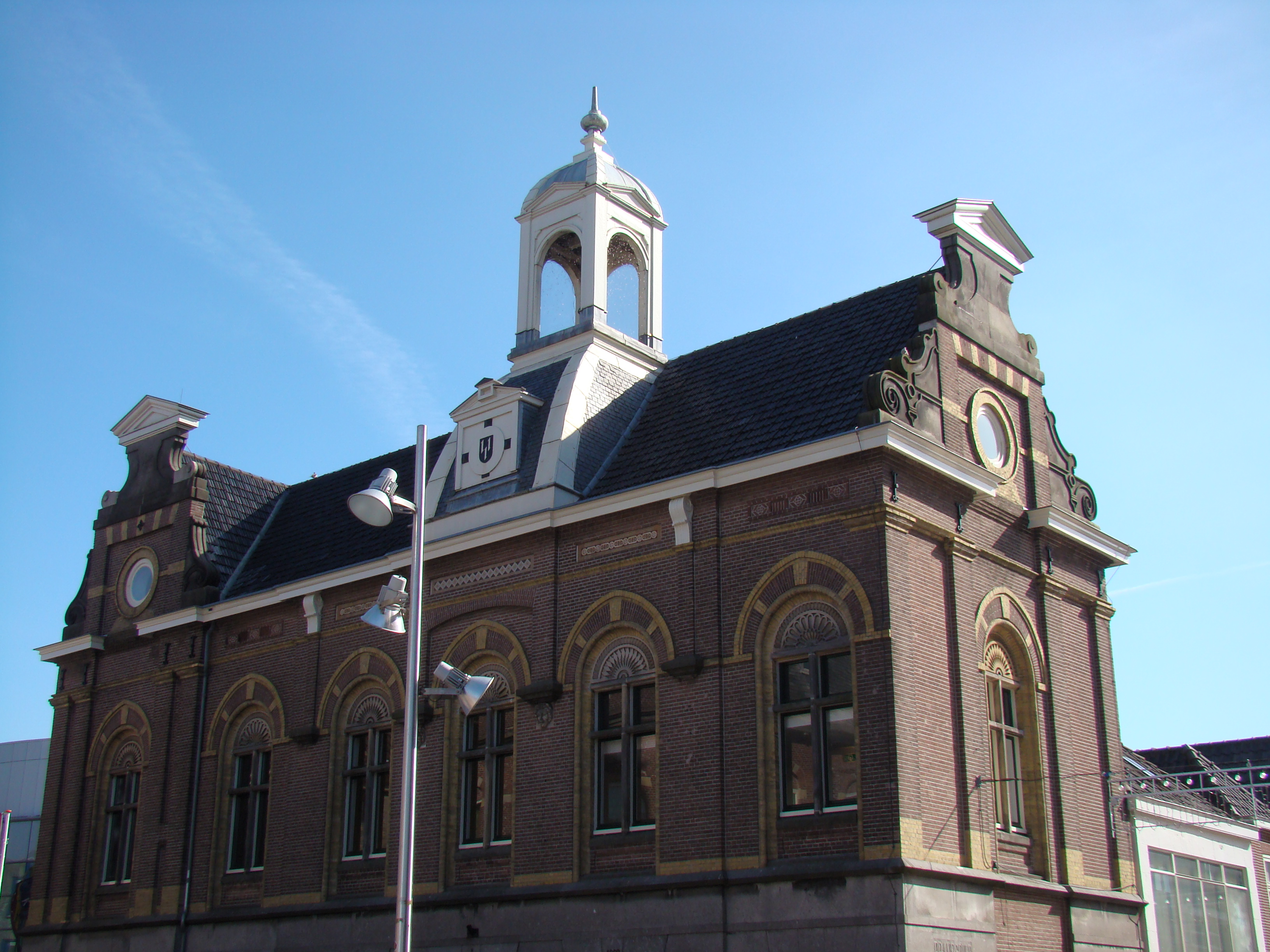
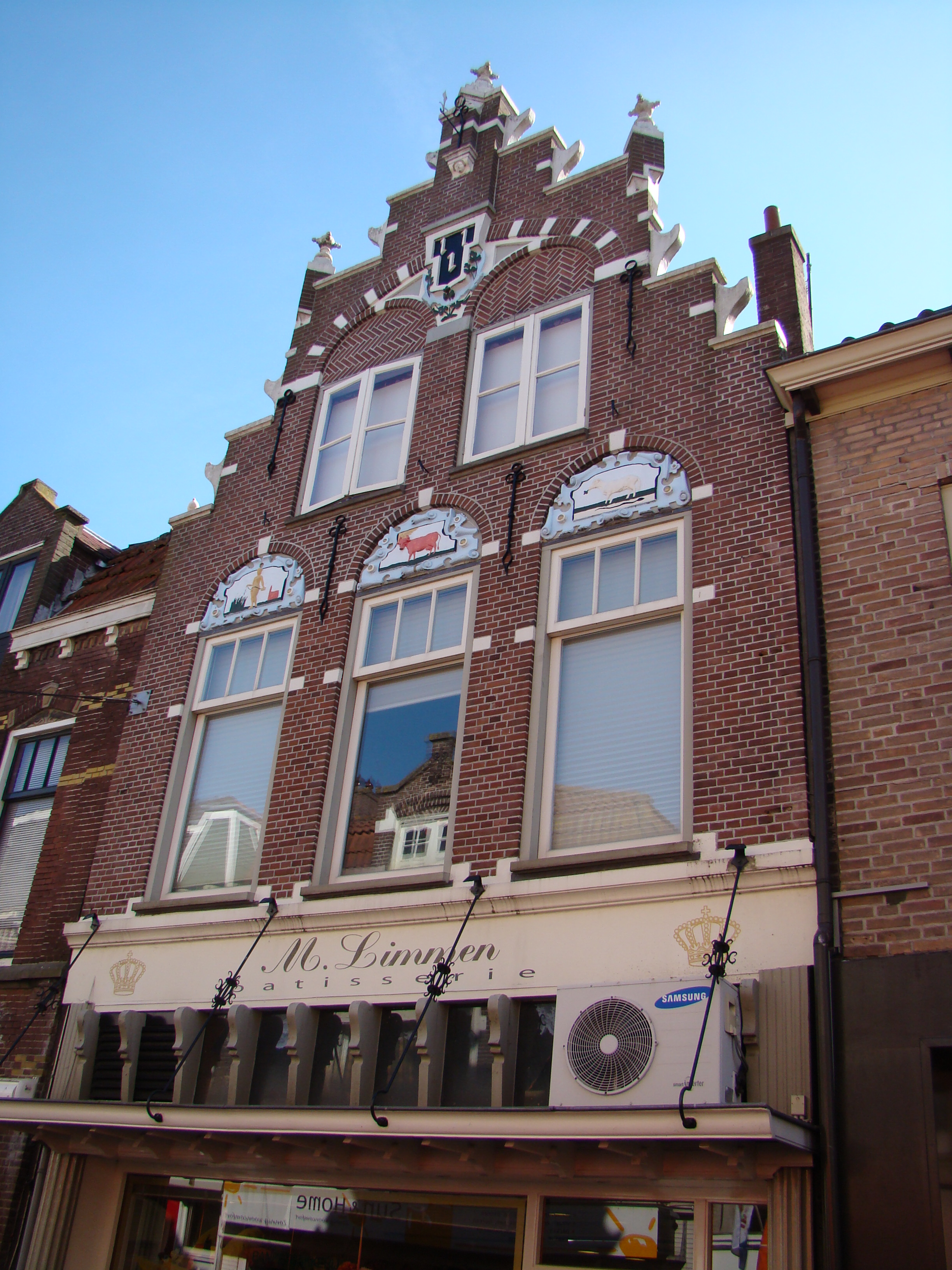
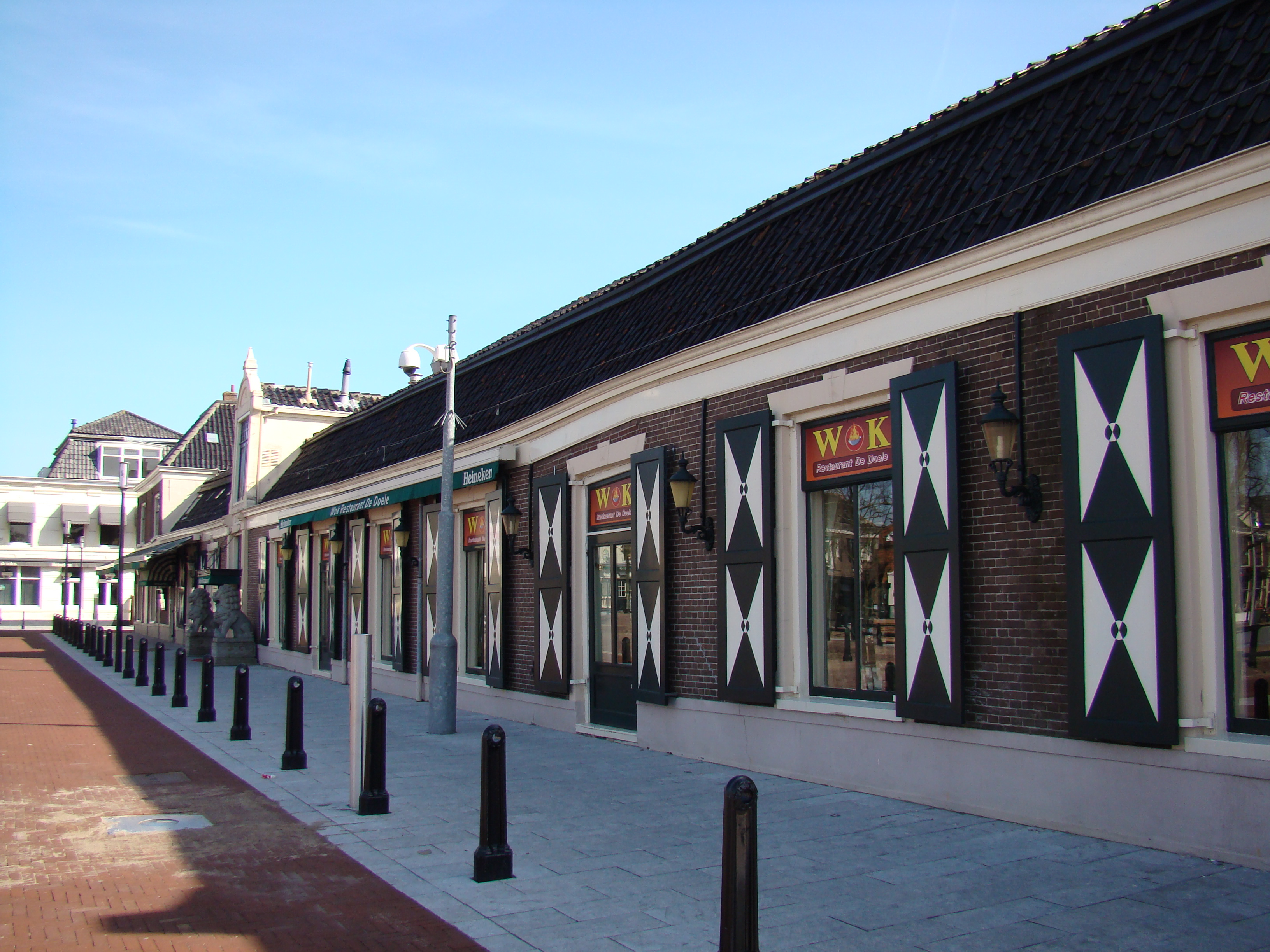